# Плана (село)
Плана (болг. Плана) — село в Болгарии. Находится в Городской области Софии, входит в общину Столична. Население составляет 72 человека.

## Политическая ситуация
Плана подчиняется непосредственно общине и не имеет своего кмета.
Кмет (мэр) общины Столична — Бойко Методиев Борисов (Граждане за европейское развитие Болгарии (ГЕРБ)) по результатам выборов в правление общины.

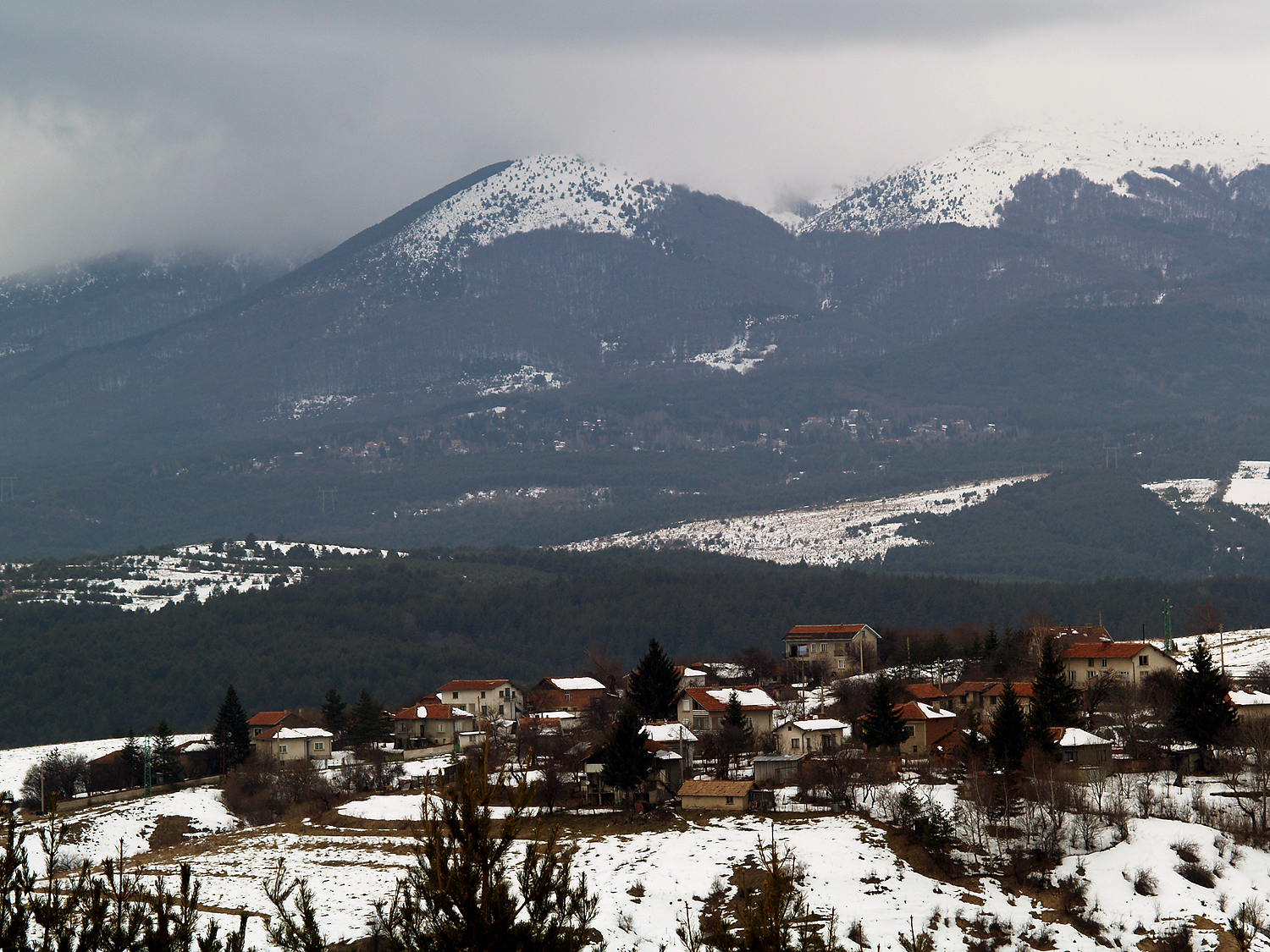
Одна из окраин Планы